# Diapoma speculiferum
Diapoma speculiferum är en fiskart som beskrevs av Cope, 1894. Diapoma speculiferum ingår i släktet Diapoma och familjen Characidae. Inga underarter finns listade i Catalogue of Life.